# 光叶桂木
光叶桂木（学名：Artocarpus nitidus）为桑科波罗蜜属下的一个种。

## 扩展阅读
- 維基物種上的相關：光叶桂木